# Echinocereus kroenleinii
Echinocereus kroenleinii es una especie de planta suculenta perteneciente al género Echinocereus, dentro de la familia Cactaceae. Es endémica del noreste de México (concretamente en el estado de Coahuila).

## Descripción
Echinocereus kroenleinii es una especie de cactus de hábito solitario o ramificado. Sus tallos son cilíndricos, erguidos y alcanzan hasta 2,1 m de longitud, con diámetros de 0,7 a 1,5 cm. La epidermis varía de color entre verde oscuro y verde oliva. Las raíces tienen forma de nabo; en ejemplares jóvenes son alargadas, puntiagudas y de color marrón claro, mientras que en etapas más avanzadas adquieren forma globosa, con diámetros de 10 a 15 cm y tonalidades marrones.
La planta presenta de 8 a 9 costillas ligeramente tuberculadas, de 2 a 4 mm de ancho y hasta 1 mm de alto. Las areolas son redondas, afieltradas, de 1 mm de diámetro y se ubican a distancias de 3 a 5 mm entre sí. Cada areola tiene una espina central recta, de 0,5 a 0,9 cm de longitud y orientada hacia abajo. Estas espinas son aciculares, aplanadas y varían del blanco al negro. Además, cuenta con entre 6 y 9 espinas radiales, de 0,2 a 0,4 cm de largo, que pueden estar ajustadas o extendidas. Son aciculares y su color va del crema al negro.
Las flores tienen forma de embudo, con tonalidades que van del púrpura al rosa, y un aroma similar al de las margaritas. Se abren únicamente al final de la tarde. Miden hasta 4 cm de largo y de 3,5 a 5 cm de diámetro. La yema floral es redondeada, peluda, espinosa y de color rojo a marrón.
El tubo floral mide de 1,7 a 2 cm de largo y es de color marrón. El ovario, de 1,2 a 1,7 cm de longitud, es verde oscuro a verde oliva y presenta areolas con 10 a 15 espinas marrones de 0,5 a 1 cm. Los pétalos alcanzan entre 2,5 y 3 cm de largo, con un ancho de 0,3 a 0,5 cm. La cámara de néctar mide de 1,5 a 2 mm. Los estambres tienen filamentos blancos de 0,8 a 1 cm y anteras amarillas. El estilo es blanco, de hasta 2 cm, y el estigma cuenta con hasta 6 lóbulos de 2 a 4 mm, de color verde.
Los frutos son ovalados, de maduración tardía (aproximadamente 3 meses), con dimensiones de 1,8 a 2,2 cm de largo y de 1 a 1,5 cm de diámetro. Presentan color verde oscuro y pulpa blanca. No se abren al madurar. Contienen semillas negras de 1 mm, con testa no perforada y recubierta de verrugas prominentes.

## Distribución y hábitat
El área de distribución nativa de esta especie es noreste de México (concretamente en el estado de Coahuila) y habita principalmente en biomas desérticos o de matorral seco.
Crece en suelos minerales y franco arenosos, a altitudes que oscilan entre los 1200 y 1500 metros sobre el nivel del mar.

## Taxonomía
La primera descripción de esta especie fue como Echinocereus poselgeri subsp. kroenleinii, publicada en 1995 por el botánico Michael Lange en la revista científica Kakteen und andere Sukkulenten 46: 138.
Más tarde, los botánicos Wolfgang Blum y Dieter Waldeis la elevaron a la categoría de especie, por lo que pasó a llamarse Echinocereus kroenleinii. Registraron estos cambios en la revista científica Echinocereenfreund 12: 102, publicada en 1999.
Etimología
- Echinocereus: nombre genérico formado a partir de las palabras latinas ĕchīnus (que significa ‘erizo’) y cereus (que se traduce como 'vela' o 'cirio'), en alusión a los tallos cortos, columnares y espinosos que presentan las especies de este género.[7]
- kroenleinii: epíteto específico otorgado en honor a M. Kroenlein, director del Jardín exótico de Mónaco.[1]

## Usos
Echinocereus kroenleinii se cultiva principalmente como planta ornamental debido a su valor estético, su floración vistosa y su facilidad de mantenimiento. Es adecuada para jardines secos y para interiores bien iluminados. 
En condiciones de cultivo en maceta, sin exposición directa al sol, se recomienda ubicarla a menos de 30 cm de una ventana orientada al sur, ya que no tolera la luz baja. Se aconseja cambiarla de maceta una vez al año o cuando duplique su tamaño, lo que también permite renovar el sustrato.